# قاعة مشاهير الاتحاد الدولي لألعاب القوى

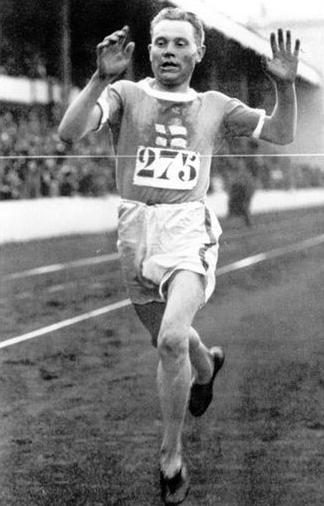
بافو نورمي في الألعاب الأولمبية الصيفية لعام 1920 في أنتويرب

انشأت قاعة مشاهير الاتحاد الدولي لألعاب القوى من قبل الاتحاد الدولي لألعاب القوى في عام 2012 بهدف تكريم الأفراد الذين قدموا مساهمات قيمة في رياضة ألعاب القوى على المستوى الدولي وفي بلدانهم الأصلية بموافقة معايير معينة.
قدمت الدفعة الافتتاحية المكونة من 24 فردًا، في نوفمبر 2012.

## المعايير
الحد الأدنى لمعايير تأهل الرياضي لعضوية قاعة المشاهير هي:
1. يجب أن يكون الرياضيون قد فازوا بميداليتين ذهبيتين على الأقل في الألعاب الأولمبية الصيفية أو بطولة العالم لألعاب القوى،
2. يجب أن يكون الرياضيون قد سجلوا رقمًا قياسيًا عالميًا واحدًا على الأقل،
3. يجب أن يكون الرياضيون متقاعدون لمدة 10 سنوات على الأقل في وقت انتخابهم في قاعة مشاهير الاتحاد الدولي لألعاب القوى.[1]

يمكن تمديد هذه المعايير في عام 2013 للسماح للرياضيين الذين كان لإنجازاتهم تأثير كبير على الرياضة أن يؤخذوا في الاعتبار أيضًا.